# A-20 (전차)
A-20은 제2차 세계대전 중 소련이 개발한 경전차이다. 소비에트 연방의 A-20은 미하일 코쉬칸의 주도 하에 BT-7 경전차를 기반으로 하여 제작되었으며, A-20 이후의 전차 T-34의 토대가 되었다. 또한 A-20은 1938년 5월 18일에 전차 제원이 승인되었으며, BT-20으로 명명받았다. 그러나 A-20은 훈련용으로 실험전차 몇 대만 생산되었다.

## 같이 보기
- T-34
- 소련의 전차 목록